# حارة الصلعة (ذمار)

تعديل مصدري - تعديل

حارة الصلعة هي إحدى حارات مدينة ذمار التابعة لمحافظة ذمار، بلغ تعداد سكانها 2,497 نسمة حسب تعداد اليمن لعام 2004.